# Town ’n’ Country
Town ’n’ Country ist ein census-designated place (CDP) im Hillsborough County im US-Bundesstaat Florida mit 85.951 Einwohnern (Stand: 2020).

## Geographie
Town 'n' Country grenzt im Südosten direkt an Tampa. Der CDP wird von den Florida State Roads 580 und 589 (Veterans Expressway, mautpflichtig) durchquert. Ein Teil des Tampa International Airport liegt auf dem Gebiet von Town 'n' Country.

## Demographische Daten
Laut der Volkszählung 2010 verteilten sich die damaligen 78.442 Einwohner auf 33.838 Haushalte. Die Bevölkerungsdichte lag bei 1279,6 Einw./km². 76,0 % der Bevölkerung bezeichneten sich als Weiße, 9,7 % als Afroamerikaner, 0,4 % als Indianer und 4,1 % als Asian Americans. 6,2 % gaben die Angehörigkeit zu einer anderen Ethnie und 3,7 % zu mehreren Ethnien an. 43,8 % der Bevölkerung bestand aus Hispanics oder Latinos.
Im Jahr 2010 lebten in 33,5 % aller Haushalte Kinder unter 18 Jahren sowie 22,1 % aller Haushalte Personen mit mindestens 65 Jahren. 64,7 % der Haushalte waren Familienhaushalte (bestehend aus verheirateten Paaren mit oder ohne Nachkommen bzw. einem Elternteil mit Nachkomme). Die durchschnittliche Größe eines Haushalts lag bei 2,57 Personen und die durchschnittliche Familiengröße bei 3,10 Personen.
24,8 % der Bevölkerung waren jünger als 20 Jahre, 29,5 % waren 20 bis 39 Jahre alt, 28,9 % waren 40 bis 59 Jahre alt und 16,7 % waren mindestens 60 Jahre alt. Das mittlere Alter betrug 37 Jahre. 48,7 % der Bevölkerung waren männlich und 51,3 % weiblich.
Das durchschnittliche Jahreseinkommen lag bei 47.731 $, dabei lebten 13,8 % der Bevölkerung unter der Armutsgrenze.
Im Jahr 2000 war Englisch die Muttersprache von 68,13 % der Bevölkerung, spanisch sprachen 26,82 % und 5,05 % hatten eine andere Muttersprache.